# グランマ・プリスブリーのボトルヴィレッジ
グランマ・プリスブリーのボトルヴィレッジ（英語: Grandma Prisbrey's Bottle Village）はカリフォルニア州シミバレーにある、ボトル（瓶）などの廃棄物を利用した環境芸術である。単にボトルヴィレッジと言われることもある。1950年代から1970年代頃にかけて、「グランマ」ことトレッサ・プリスブリー（1896-1988）によって製作された。トレッサ・プリスブリーは地元のごみ処理場から出た廃棄物やリサイクル品を利用して、聖堂などの建物やそれをつなぐ歩道、さまざまな立体造形からなる「村」をつくりあげた。この建築物群は、アメリカ合衆国国家歴史登録財に指定されている。

## 建造物群
この建築物群は、0.13ヘクタールほどの場所にトレッサ・プリスブリーが、捨てられた瓶（ボトル）をはじめとする様々な不要品などを用いて一人で創り上げたもので、聖堂や願掛けの井戸、歩道、噴水、さまざまな家などからなっている。ハート、ダイヤモンド、スペード形の飛石は、トレッサがネバダ州ラスベガスを訪れた時のことを象徴している。トレッサはセメントで形を作り、その中にハサミなどを手当たり次第に再利用して詰め込んだ。ドールハウスはトレッサが所蔵していた600体もの人形のコレクションを収めるために建てられた。トレッサは毎日この家に行き、人形の着せ替えをしていたという。
老朽化により1984年にはツアーによる一般向け公開が終了した。さらに1994年のノースリッジ地震で大きな被害をうけたものの、修復に必要な資金が集まらず、以降も放置された状態にある。

## トレッサ・プリスブリー
トレッサ・プリスブリー・ルエラ・シェーファーは1896年にミネソタ州イーストンで生まれた。トレッサは12歳まで学校に通い、ノースダコタ州で主に政治を勉強した。15歳の時にはトレッサは姉の前夫で37歳年上のセオドア・グリノルズと結婚した。セオドアとの結婚生活は14年しか続かなかったが、その間に7人の子供をもうけた。72歳でセオドアが亡くなった後、トレッサは7人の子供たちとシアトルに移住し、無職の男性と結婚したが、その結婚生活はとても短いうちに終わった。トレッサの7人の子供のうち、男4人、女2人の計6人はトレッサが存命中に亡くなってしまった。
1956年、トレッサはアル・プリスブリーと出会って結婚した。この頃、60歳でボトルヴィレッジの建設を始めた。1961年には村はおおむね出来上がっていたが、トレッサは1980年代まで構造物を追加したり、手を加えたりしていた。トレッサは1972年に引っ越したが、その後、村のそばのトレーラーに戻って暮らし、彫刻や花のプランターを付け加え続けた。
1982年、体調を崩したトレッサはシミバレーを離れ、サンフランシスコにいる娘と義理の息子と共に暮らすようになった。そして1986年7月、この土地はボトルヴィレッジ保全委員会に贈与された。1988年10月、トレッサは脳卒中の合併症により、サンフランシスコの療養病院で死去した。

## 地震による被害

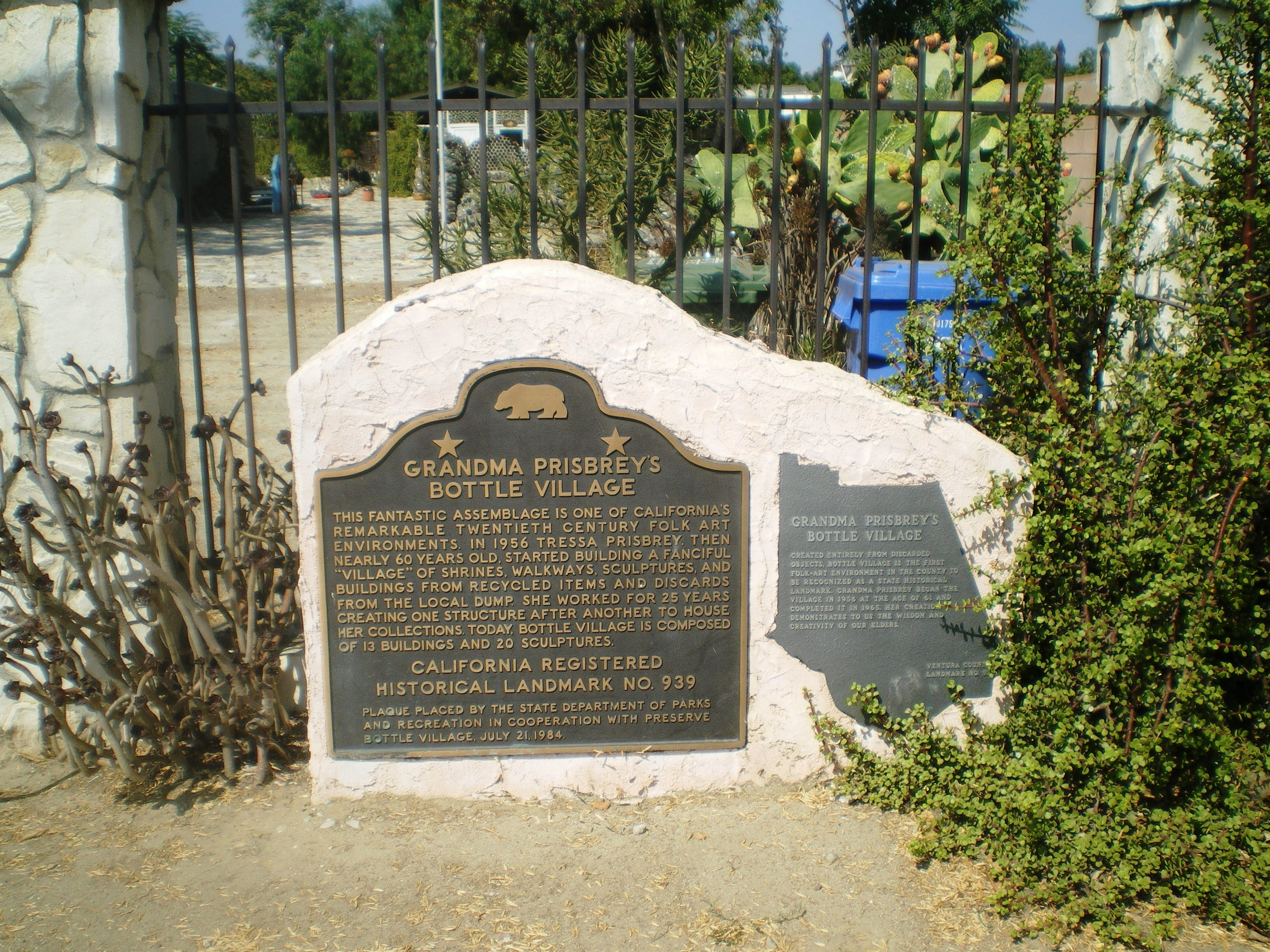
ボトルヴィレッジ入り口のプラーク

この建築物群が1994年にノースリッジ地震で大きな被害を受けたため、ボトルヴィレッジ保存委員会はアメリカ合衆国連邦緊急事態管理庁 (FEMA) より50万ドル程度の資金を受け取った。1997年、FEMAは地震の後の村の補修のために45万5千ドルの補助金を出そうとしたが、この補助金は前議員サンディ・ウェブとシミバレー選出のアメリカ合衆国下院議員（共和党）のエルトン・ギャレグリーが反対して立ち消えとなった。ギャレグリーはこの補助金を税金の無駄遣いだと述べている。さらにFEMA長官のジェイムズ・リー・ウィットは、建築物は1984年から一般公開されていないため、FEMAは連邦災害救援金の受給資格が無いと判断したと述べた。
1994年のノースリッジ地震以降、ボトルヴィレッジは支援と資金が必要な状態で放置されていた。芸術家で保存委員長をつとめたこともあるジョアン・ジョンソンは、「崩れてゆくボトルヴィレッジは皮肉にもパラドックスを抱えています。捨てられたもので作られ、今は捨てられているのですから」と述べている。保存委員会は私的機関からの支援金を募っている。

## 評価
美術史家や民俗学者は、ボトルヴィレッジにはクリエイターである老婦人トレッサにとって複雑な意味があったと思っている。アメリカ合衆国国立公園局の文書によると、ボトルヴィレッジはトレッサが大切にしていた自らのコレクションを保全するという目的があったのはもちろん、家族や友人、人生の中で重要な出来事を記念したいという気持ちや、家族を失ったことを悼む気持ち、訪れた人を楽しませようという気持ち、自らの非常に個人的な考えや熱意、発想の証を残したいという気持ちなどが組み合わされた結果として出てきた作品であると評価されている。1950年代後半から1960年代前半にかけて、アメリカ人の日常生活で大量に排出された廃棄物から作られた珍しい作品でもある。
ボトルヴィレッジは、ベンチュラ郡、シミバレー及びカリフォルニア州から歴史的建造物として指定されている（カリフォルニア歴史的建造物第939号）。また、1996年にはアメリカ合衆国国家歴史登録財に指定された。

## 影響

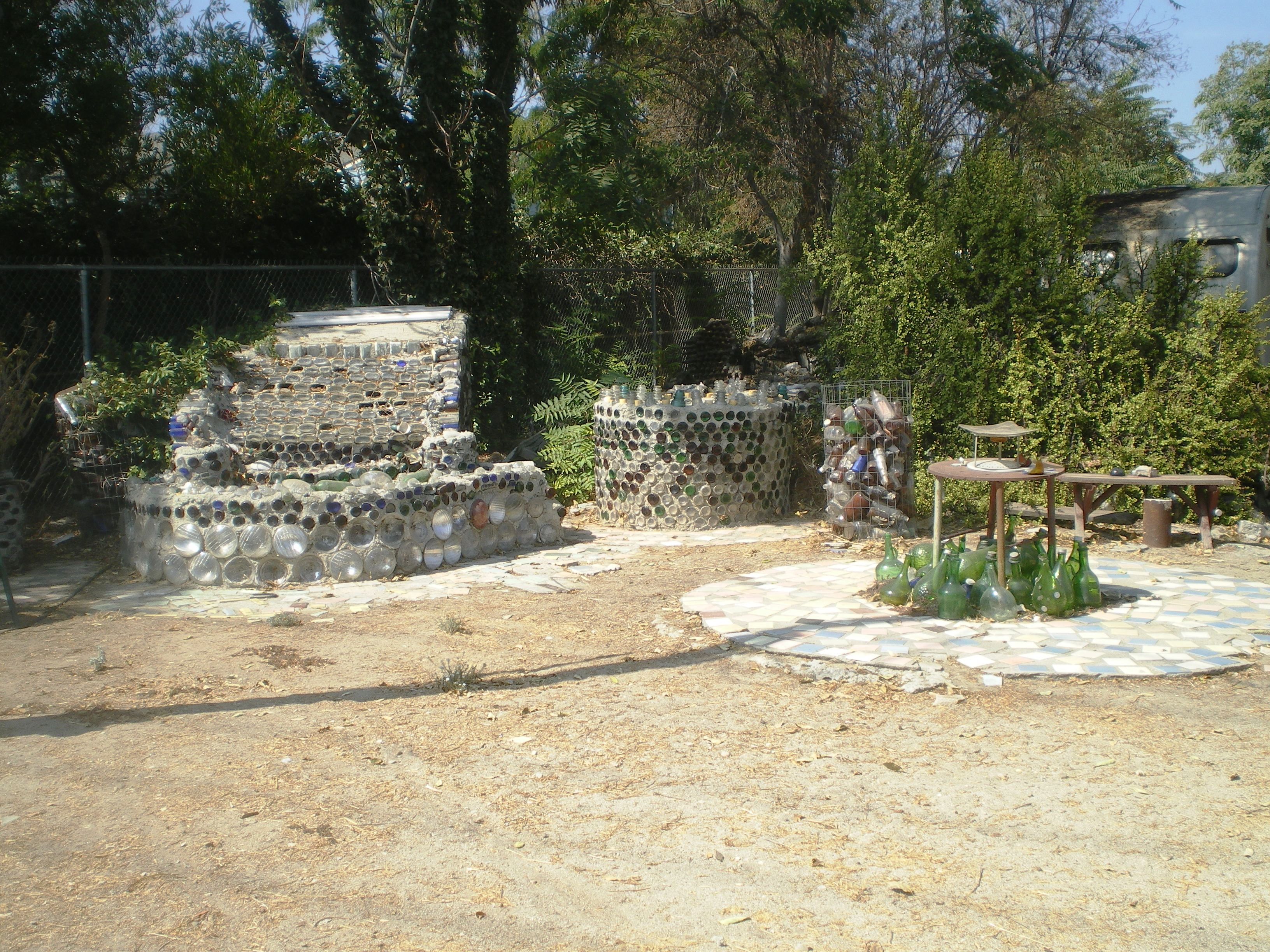
ボトルを使ったオブジェ

ボトルヴィレッジからヒントを得て作られた、メリッサ・エスクリッジ・スレイメイカーによる32ページの子ども向けの本Bottle Houses: The Creative World of Grandma Prisbreyが2004年に刊行された。

## 関連文献
- Rosen, Seymour. 1979. "In Celebration of Ourselves." California Living Books in conjunction with San Francisco Museum of Modern Art. 176 pages. ISBN 0893950084, 9780893950088
- Wojcik, Daniel. 2017. Outsider Art: Visionary Worlds and Trauma. Jackson: University Press of Mississippi. 304 pages. ISBN 9781496808066